# Stilbomastax margaritifera
Stilbomastax margaritifera är en kräftdjursart som först beskrevs av Théodore Monod 1939.  Stilbomastax margaritifera ingår i släktet Stilbomastax och familjen Tychidae. Inga underarter finns listade i Catalogue of Life.